# غسيل المخ: كيف يغيب العقل ومتى؟
غسيل المخ: كيف يغيب العقل ومتى؟ هو كتاب من تأليف نبيل راغب تم إصداره في عام 1998.